# Aspres-lès-Corps
Aspres-lès-Corps település Franciaországban, Hautes-Alpes megyében. Lakosainak száma 93 fő (2022. január 1.). Aspres-lès-Corps Saint-Firmin, Beaufin, Corps, La Salette-Fallavaux és Valjouffrey községekkel határos.

## Népesség
A település népességének változása:
| Lakosok száma | 181  | 147  | 119  | 131  | 120  | 109  | 104  | 99   | 97   | 93   |
|               | 1968 | 1982 | 1990 | 2006 | 2013 | 2015 | 2017 | 2019 | 2020 | 2022 |